# 吉野川第十堰

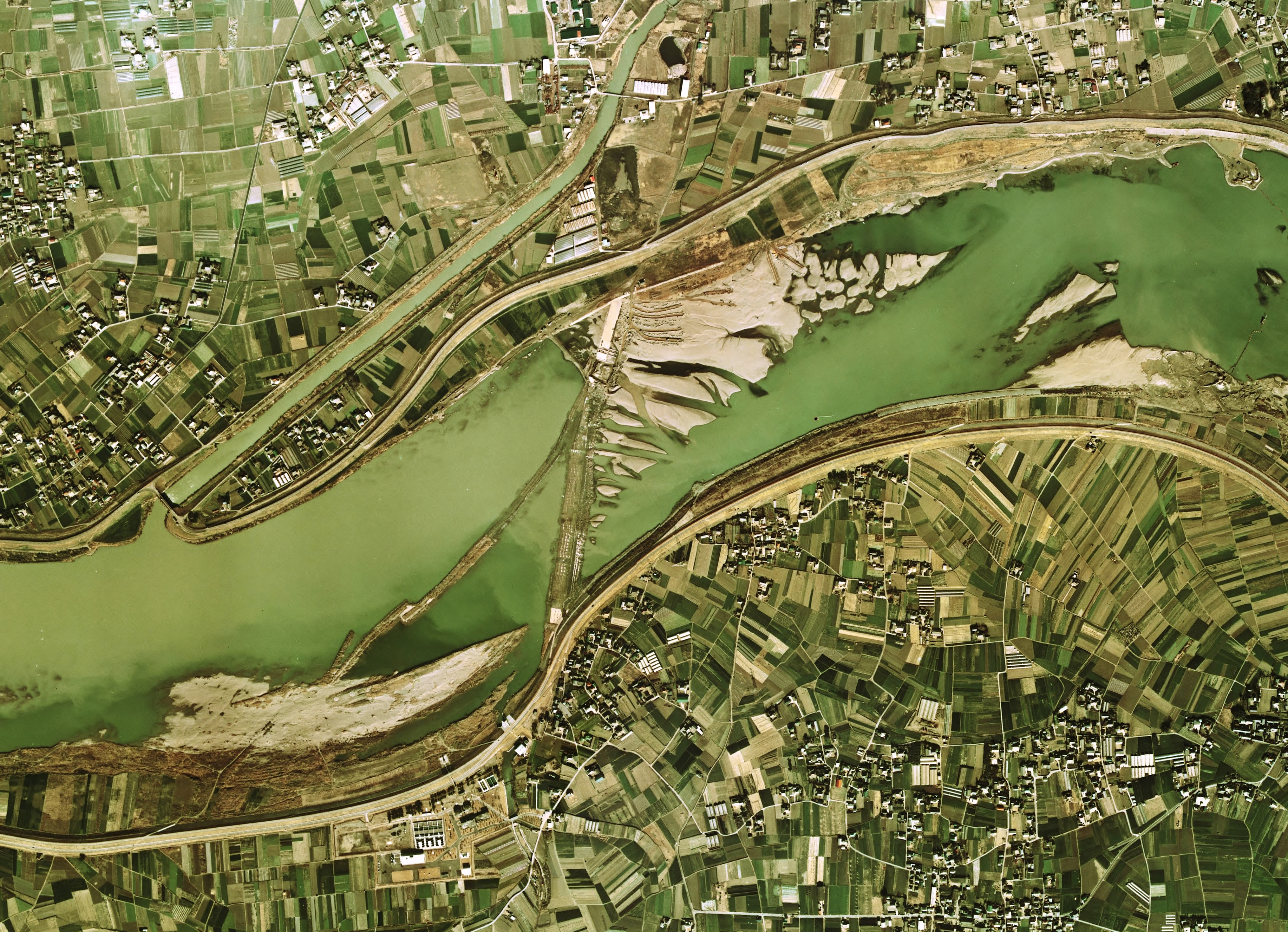
吉野川第十堰付近の空中写真。画像中央付近を斜めに横切るのが第十堰である。左側が上流側、右側が下流側である。第十堰の上流側左岸より旧吉野川が北東方向へ分流している様子が分かる。
1974年撮影の2枚を合成作成。
。

吉野川第十堰（よしのがわだいじゅうぜき）は、徳島県の板野郡上板町第十新田（北岸側）および名西郡石井町藍畑第十（南岸側）にある堰。
吉野川を分流するために設けられている。「河口堰」と表現されることもあるが、河口からは約14キロメートル離れている。

## 歴史
1672年（寛文12年）、蜂須賀綱通により徳島城の防御を固めるため、吉野川と別宮川を接続する水道を開削する工事（新川掘抜工事）が行われた。その後の洪水でこの水道が拡大し、別宮川が吉野川本川となった（正確に名称が変わるのは、1932年（昭和7年）である。これまでの別宮川へと流れる河川を「吉野川」に、第十堰地点から流れ込んでいた吉野川は「旧吉野川」に名称が改められ、今日に至っている）。
その結果、旧吉野川に流れる水量が減少し、水稲栽培に影響が出るようになったため、1752年（宝暦2年）に水位をかさ上げし、旧吉野川への流量を確保する堰が当時の第十村（現在の石井町）につくられた（「第十堰」の名はこの村の名前に由来する）。第十堰建設は吉野川における藩政最大の土木工事であり、1736年（享保21年）に徳島藩が命じられた遠州大井川御手伝普請の際に習得した最新のノウハウが役立ったものと考えられる。その後も新川の拡大により、何度かの継ぎ足しが行われ、現在の形に至る。
現在も当時の姿の青石組みが残され、堰としても有効に機能しているといわれている。

## 可動堰化問題（第十堰問題）
第十堰には、約1キロメートル下流の徳島市に新たな可動堰を建設する計画があり、その是非をめぐってさまざまな運動が行われてきた。なかでも2000年に行われた住民投票は広く注目を集めた。

### 背景
第十堰の可動堰化問題は1982年（昭和57年）の建設省四国地方建設局（当時）による「吉野川水系工事実施基本計画」にさかのぼる。この計画ではじめて、洪水調節の観点から流下阻害要因である第十堰の改築の必要性に言及している。1997年（平成9年）、当時の圓藤寿穂徳島県知事が可動堰化がベストであると発言し、翌1998年（平成10年）には第十堰審議委員会が可動堰化が妥当という答申を発表した。これに対し、可動堰化に反対する住民団体が反発した。
可動堰化を推進する意見としては、治水対策が主な理由であった。吉野川流域は有史以来台風や集中豪雨による水害が発生しており、徳島県内で雨が降らなくても上流の高知県で豪雨が降れば「土佐水」や「阿呆水」と呼ばれる水害が発生する。「150年に一度」発生するような大水害でも被害が出ないようにするためには固定堰を撤去して可動堰をつくり、上流で大雨が降ったときには堰を低くして流量を調整し、水がせき止められないようにすべきだということである。
一方反対派の立場は環境問題と公共投資が大きな理由であった。可動堰を作ることで吉野川の環境、とくに下流域に広がる干潟に壊滅的な打撃を与えることが懸念された。また、1000億円を超える工費が試算されており、県も市も財政難の中、巨額の事業費を要する公共事業を行うことになるとの批判も強かった。特にこの時期は全国で公共事業に対する国民の疑念の声が上がるようになり、ダムや堰といった河川開発に対してはマスコミも批判的な姿勢を強め、こうした反対運動の後押しになった。更に公共事業を巡る汚職事件の頻発も、国民の事業に対する厳しい目を強める結果となった。

### 住民投票
1999年（平成11年）12月、第十堰の可動堰化を巡る住民投票条例が徳島市で可決された。「投票率が50パーセントに満たないときは開票を行わない」という条件付きではあったが、翌年1月23日に投票が行われることとなった。
従来の決定通りに可動堰化を進めたい推進派は投票棄権を呼びかけ、可動堰に反対する市民団体や公共事業の在り方に対し批判的な姿勢の反対派は「投票へ行こう」のプラカードを持って浮動票の取り込みを狙うなど、市を二分する状態となった。この「投票へ行こう」運動は、その後の国政・地方選挙でも続けられている。
こうして2000年（平成12年）1月23日、住民投票が実施された。最終的に投票率は約55パーセントに達し、開票が行われることになった。開票の結果、可動堰化に反対する票は91.6パーセントに達した（賛成派の多数は棄権しているため、この結果は予想されたものであった）。この結果を受け、小池正勝徳島市長は可動堰化に反対の姿勢に転じ、2000年8月、当時の政権与党であった自民党・公明党・保守党は政府に対し、可動堰化の白紙撤回を含む公共事業の見直しを提言した。
2002年（平成14年）4月には可動堰化の完全中止を公約に掲げた大田正が徳島県知事に就任し、以降の県知事選、徳島市長選とも、可動堰化を推進する候補は当選していない。

## 関連文献
- 久保田滋・樋口直人・矢部拓也・高木竜輔編『再帰的近代の政治社会学－吉野川可動堰問題と民主主義の実験』ミネルヴァ書房、2008年
- 吉野川シンポジウム実行委員会編『未来の川のほとりにて』山と渓谷社、1997年
- 武田真一郎 著『吉野川住民投票ー市民参加のレシピ』東進堂　2003年